# Schirradorf
Schirradorf (oberfränkisch: Schärredoaf oder Scheeredoaf) ist ein Gemeindeteil des Marktes Wonsees im Landkreis Kulmbach (Oberfranken, Bayern). Die Gemarkung Schirradorf liegt teils auf dem Gemeindegebiet von Wonsees, teils auf dem Gemeindegebiet von Kasendorf. Sie hat eine Fläche von 13,429 km² und ist in 1263 Flurstücke aufgeteilt, die eine durchschnittliche Flurstücksfläche von 10632,84 m² haben. In ihr liegt neben dem namensgebenden Ort der Gemeindeteil Welschenkahl.

## Geografie
Das Dorf liegt am oberen Lauf des Schwalbaches, der im nordöstlichsten Teil der Fränkischen Schweiz entspringt. Der Schwalbach ist der linke Oberlauf der Kainach und gehört zum Einzugsgebiet der Wiesent. Die Nachbarorte von Schirradorf sind Azendorf im Norden, Welschenkahl im Nordosten, Leesau im Osten, Großenhül und Sanspareil im Südosten, Zedersitz im Süden, Feulersdorf im Westen und Modschiedel im Nordwesten. Das Dorf ist vom drei Kilometer entfernten Wonsees aus über die Staatsstraße 2189 erreichbar. Außerdem führt die Bundesautobahn 70 etwa einen halben Kilometer nordwestlich am Ort vorbei, die nach Schirradorf benannte Anschlussstelle liegt drei Kilometer westlich des Dorfes.

## Geschichte
Der Ort wurde im Jahr 1378 als „Schirhendorf“ erstmals urkundlich erwähnt. Das Bestimmungswort des Ortsnamens ist der althochdeutsche Personenname Schirho.
Schirradorf war der Verwaltungssitz einer gleichnamigen Gemeinde im Altlandkreis Kulmbach. Die Gemeinde Schirradorf hatte 1961 insgesamt 415 Einwohner, davon 261 in Schirradorf. Im Zuge der Gebietsreform in Bayern wurde Welschenkahl am 1. Januar 1972 nach Kasendorf eingemeindet. Am 1. Mai 1978 wurde schließlich Schirradorf in den Markt Wonsees eingemeindet.

## Baudenkmäler

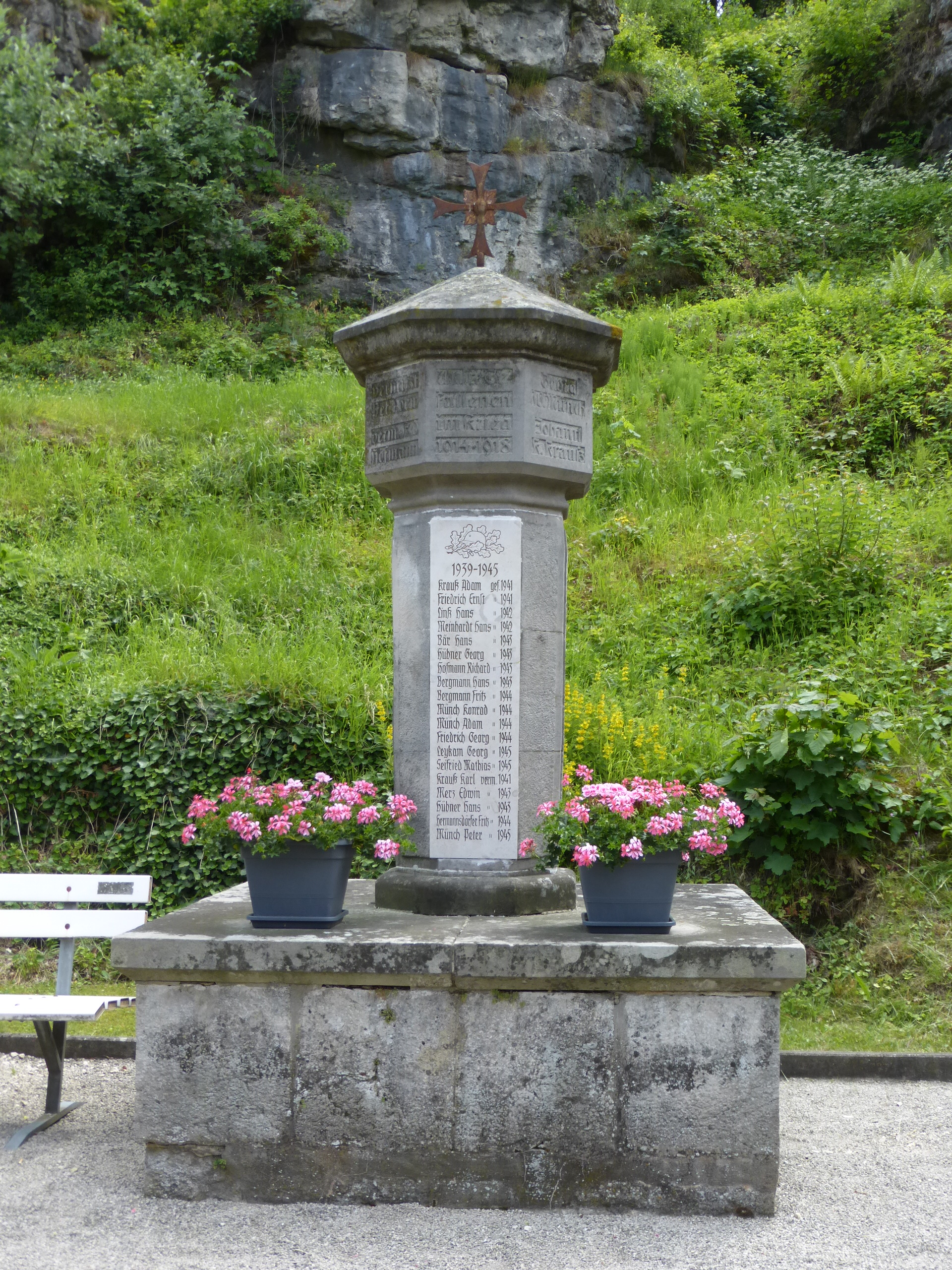
Gefallenendenkmal

Baudenkmal in Schirradorf ist ein Denkmal für die Gefallenen der beiden Weltkriege.